# Kałakan
Kałakan, Kałagan – rzeka w Rosji, w obwodzie czytyjskim; prawy dopływ Witimu. Długość 314 km; powierzchnia dorzecza 10 900 km².
Źródła w Górach Kałarskich; płynie w kierunku południowo-zachodnim szeroką doliną pomiędzy Górami Kałarskimi a górami Olokmiński Stanowik; uchodzi do Witimu koło miejscowości Kałakan. Spławna na prawie całej długości.
Zamarza od października do połowy maja; zasilanie głównie deszczowo-śniegowe.